# Danh sách nhân vật trong Bungou Stray Dogs
Các nhân vật của Bungou Stray Dogs được tạo ra bởi Kafka Asagiri và do Sango Harukawa phụ trách thiết kế. Asagiri đã đưa ra lưu ý rằng trong quá trình xây dựng tác phẩm, các thiết kế của nhân vật được phát triển trước tiên thay vì câu chuyện của từng người do những hạn chế của cốt truyện có thể khiến các nhân vật trở nên tẻ nhạt.
Dưới đây là danh sách các nhân vật của Bungou Stray Dogs.

## Cơ quan Thám tử Vũ trang
Là một công ty thám tử chuyên điều tra và giải quyết những vụ án của các tổ chức tội phạm mà cảnh sát hay quân đội đều không thể nhúng tay vào. Hầu hết thành viên trong cơ quan đều có siêu năng lực và được lãnh đạo bởi Fukuzawa Yukichi. Trong "kế hoạch ba bên", Cơ quan Thám tử Vũ trang đóng vai trò quản lý và bảo vệ thành phố Yokohama vào khoảnh khắc giao giữa ban ngày và ban đêm.

### Fukuzawa Yukichi
(福沢 諭吉, Fukuzawa Yukichi)
Ngày sinh: 10/1
Chiều cao: 186 cm
Cân nặng: 71 kg
Tuổi: 45
Lồng tiếng: Rikiya Koyama
Năng lực: Chúng sinh bình đẳng / 人上人不造, Hito no Ue ni Hito wo Tsukurazu
Fukuzawa là chủ tịch của Cơ quan Thám tử Vũ trang. Trong quá khứ, ông là sát thủ giỏi nhất từng làm việc cho chính phủ và là một võ sư nổi danh với công việc vệ sĩ. Trong một vụ án mà thân chủ của mình là nạn nhân, Fukuzawa tình cờ gặp gỡ Edogawa Ranpo khi thấy anh phá án một cách dễ dàng. Sau đó, ông đã ngỏ lời mời Ranpo vào làm ở công ty thám tử mà mình mới thành lập. Ông là một người nghiêm nghị và có thể duy trì sự bình tĩnh mọi lúc, ngay cả trước mặt kẻ thù. Ông cũng là một lãnh đạo tốt bên cạnh kỹ năng chiến đấu bằng kiếm vô cùng điêu luyện. Ngoài ra, ông thường có thói quen nói chuyện với mèo (vì mèo cũng tượng trưng cho người thầy của Fukazawa và Mori khi hai người được ông giao phó nhiệm vụ bảo vệ thành phố Yokahama này).
Fukuzawa sở hữu thân hình cao ráo với bộ kimono truyền thống của Nhật Bản cùng chiếc áo choàng bên ngoài. Với vẻ ngoài điềm tĩnh cùng mái tóc trắng của mình, nhiều người cho rằng ông còn khá trẻ. Fukazawa cũng thường mang kiếm bên mình.
Năng lực của Fukuzawa chỉ có tác dụng trên những thuộc cấp của ông, hay nói cách khác, nó chỉ có thể tác động đến người trong Cơ quan Thám tử Vũ trang. "Chúng sinh bình đẳng" cho phép một năng lực gia có thể kiểm soát năng lực của chính bản thân họ.

### Edogawa Ranpo
(江戸川 乱歩, Edogawa Ranpo)
Ngày sinh: 21/10
Chiều cao: 168 cm
Cân nặng: 57 kg
Tuổi: 26
Lồng tiếng: Hiroshi Kamiya
Năng lực: Siêu suy luận / 超推理, Chō suiri
Ranpo là thành viên đầu tiên gia nhập công ty thám tử sau lần tình cờ gặp gỡ Fukuzawa Yukichi ở tuổi 14. Anh được coi là một trong những vị thám tử xuất sắc nhất, dù không có siêu năng lực. Anh luôn có niềm kiêu hãnh nhất định đối với ''năng lực" có thể giải quyết bất kì bí ẩn nào chỉ trong phút chốc của mình, thứ đã giúp anh phá hàng nghìn vụ án. Ranpo hay khoe khoang với mọi người về cái danh "thám tử vĩ đại". Anh cũng có tính cách trẻ con, thường xuyên giấu đồ ăn hoặc trêu chọc các đồng nghiệp cùng công ty và đôi khi là từ chối đi làm việc hay phá án vì những lí do tầm thường như lười biếng hoặc có mối thù hằn. Tuy nhiên, anh có thể trở nên nghiêm túc và bình tĩnh khi cần. Vì không có siêu năng lực thực sự nhưng lại dễ dàng giải quyết các vụ án nên mọi người trong công ty rất coi trọng anh.
Dù có ngoại hình cao gầy với tính cách trẻ con, Ranpo đã 26 tuổi. Anh thường mặc trang phục của một vị thám tử thực thụ và có vẻ ngoài khá điển trai cùng mái tóc nâu đen chĩa ra xung quanh.
Năng lực "Siêu suy luận" của Ranpo là do anh tự sáng tác ra, cho phép anh có thể tìm ra "sự thật" về bất cứ vụ án nào bằng cách đưa cho anh mọi thông tin về nó, như việc phải tìm bằng chứng ở đâu và ai là thủ phạm chỉ trong vài giây. Ranpo "kích hoạt" năng lực này bằng cách đeo lên cặp kính được tặng bởi giám đốc khi mới vào công ty. Sau này, anh mới biết mình không có năng lực mà do chính bản thân có tài suy luận. Tuy nhiên, anh vẫn quyết định ở lại làm việc cho Cơ quan Thám tử Vũ trang.
Phương châm: "Miễn là tôi ổn thì mọi thứ đều ổn!"

### Yosano Akiko
(与謝野 晶子, Yosano Akiko)
Ngày sinh: 7/12
Chiều cao: 166 cm
Cân nặng: 52 kg
Tuổi: 25
Lồng tiếng: Yū Shimamura
Năng lực: Thỉnh quân đừng chết / 君死にたもうこと勿れ, Kimi Shinitamou koto nakare
Yosano là một quý cô mang trong mình sự duyên dáng và phẩm giá tột cùng. Cô có niềm kiêu hãnh với bản thân vì vừa là một người phụ nữ mạnh mẽ vừa là một bác sĩ giỏi, vì thế cô không tỏ ra quá tử tế đối với những ai coi thường cô ở cả hai khía cạnh ấy. Cô còn là một nhà nữ quyền, tin rằng bây giờ là thời kỳ bình đẳng nam nữ. Yosano luôn được miêu tả là một người điềm tĩnh, nhưng khi tức giận thì sẽ khá khó khăn để có thể chống lại. Cô thường rất tàn bạo trong cách trả thù của mình. Là bác sĩ duy nhất của Cơ quan Thám tử Vũ trang, cô đánh giá rất cao mạng sống con người và cực kỳ ác cảm với những cái chết và giết chóc vô nghĩa.
Yosano là một người phụ nữ có thân hình quyến rũ, nhất là những lúc "chăm sóc cho bệnh nhân". Cô có mái tóc ngắn màu tím đậm cùng chiếc kẹp hình bướm phía bên trái. Vẻ ngoài của cô được thể hiện rất mạnh mẽ và vô cùng sắc sảo mỗi khi chiến đấu hay gặp kẻ thù.
Năng lực của Yosano là một loại năng lực hiếm có, cho phép cô chữa lành bất cứ vết thương nào, dù là của mình hay của người khác. Tuy nhiên, để có thể chữa được thì người đó phải đang trong tình trạng hấp hối, tức chấn thương vô cùng nghiêm trọng (vết thương chí mạng) trước khi cô có thể sử dụng năng lực của mình. Cách "chăm sóc bệnh nhân" của cô rất đặc biệt khiến cho các thành viên trong công ty thám tử luôn sợ hãi mỗi khi gặp chấn thương và để Yosano chữa trị.

### Kunikida Doppo
(国木田 独歩, Kunikida Doppo)
Ngày sinh: 30/8
Chiều cao: 189 cm
Cân nặng: 78 kg
Tuổi: 22
Lồng tiếng: Yoshimasa Hosoya
Năng lực: Độc bộ ngâm khách / 独歩吟客, Doppo Ginkaku
Kunikida là người hướng dẫn cho Dazai khi anh mới gia nhập công ty và là cộng sự của anh suốt hai năm cho tới tận bây giờ. Kunikida có vai trò quan trọng trong Cơ quan Thám tử Vũ Trang và đã được Fukuzawa chọn làm người kế nhiệm sau này của ông để dẫn dắt công ty. Anh được mọi người nhận xét là một người cần mẫn, chăm chỉ và không bao giờ trễ hẹn dù chỉ một giây. Kunikida có một cuốn sổ màu lục với nhan đề Lý Tưởng, thường dùng để ghi chép những kế hoạch hàng ngày và cả cho tương lai của anh. Kunikida chưa từng rời cuốn sổ nửa bước, thứ anh cho là "lý tưởng" và "kim chỉ nam" cho cuộc sống. Anh cũng không cho phép bất kì ai chết trước mặt mình. Bằng chứng là có một lần anh sẵn sàng lao vào một cô bé với quả bom hẹn giờ mặc cho bản thân đang bị thương.
Kunikida sở hữu thân hình cao gầy cùng mái tóc xanh rêu dài được cột ra sau, kèm theo cặp kính. Trước khi tham gia vào Cơ quan Thám tử Vũ trang, anh là một giáo viên dạy toán ở trường học.
Năng lực của Kunikida cho phép anh biến những đồ vật (vừa bằng kích cỡ cuốn sổ) được anh viết trên các trang giấy từ sổ tay của mình thành hiện thực. Ngoài ra, Kunikida cũng có một kỹ thuật chiến đấu (võ thuật, sử dụng vũ khí) rất tốt giúp anh dễ dàng hạ gục các thành viên trong đội Thằn Lằn Đen của Mafia Cảng chỉ bằng tay không.

### Dazai Osamu
(太宰 治, Dazai Osamu)
Ngày sinh: 19/6
Chiều cao: 181 cm
Cân nặng: 67 kg
Tuổi: 22
Lồng tiếng: Mamoru Miyano
Năng lực: Nhân gian thất cách / 人間失格, Ningen Shikkaku
Dazai từng là cựu quản lý của Mafia Cảng và là quản lý trẻ nhất trong lịch sử của tổ chức này. Anh cũng là một huyền thoại sống trong giới mafia, khi các kĩ thuật theo dõi của Mafia Cảng hầu hết do một tay Dazai sáng tạo ra. Sau cái chết của Oda Sakunosuke, một người đồng nghiệp thân thiết, anh quyết định rời Mafia Cảng và bắt đầu con đường trở thành người tốt. Anh nổi tiếng là một kẻ cuồng tự sát, đặc biệt là ''tự sát đôi'' khi luôn cố gắng tán tỉnh phụ nữ và dụ họ tự sát cùng. Anh luôn cố tự sát và thử đủ các phương pháp cho việc này mọi lúc mọi nơi nhưng đều thất bại. Dazai là một người có tính hài hước, thường tỏ ra không nghiêm túc với các nhiệm vụ. Tuy nhiên bản chất anh lại là một người vô cùng điềm tĩnh, những ý định thực sự của anh không bao giờ lộ rõ hay đoán trước được trừ khi chính anh tiết lộ. Sở hữu bộ óc thiên tài, Dazai là một chiến lược gia xuất sắc khi những việc sẽ diễn ra đều nằm trong tính toán của anh. Đối với anh, cuộc sống không có giá trị và ý nghĩa gì.
Dazai với ngoại hình cao gầy, mái tóc rối bù màu nâu, đặc biệt luôn quấn băng quanh người. Anh thường khoác chiếc áo khoác dài màu be cùng với chiếc quần âu tối màu.
Năng lực "Nhân gian thất cách" cho phép Dazai hóa giải mọi loại năng lực dù mạnh đến cỡ nào chỉ bằng một cú chạm. Năng lực này luôn tự động kích hoạt.
Phương châm: "Tự sát một cách thanh sạch, vui vẻ và lành mạnh".

### Tanizaki Junichirō
(谷崎 潤一郎, Tanizaki Jun'ichirō)
Lồng tiếng: Toshiyuki Toyonoga
Năng lực: Mong manh hoa tuyết / 細雪, Sasameyuki
Tanizaki được cho là thành viên "bình thường" nhất của Cơ quan Thám tử Vũ trang, không lập dị hay ồn ào như những thành viên khác dù thi thoảng anh vẫn hùa theo những trò kỳ quặc của họ. Anh vô cùng thân thiện, thông minh, khiêm tốn và là người khá thoải mái, nhưng vẫn sẽ trở nên hung dữ khi cần, đặc biệt đối với những ai làm hại tới Naomi - em gái của mình. Anh luôn thấy xấu hổ trước những trò đùa và sự thân mật quá mức của em gái nhưng vẫn rất quan tâm tới cô. Tanizaki thậm chí còn khẳng định rằng những thứ như đạo đức, sự ích kỉ hay niềm kiêu hãnh đều không còn nghĩa lý gì với anh khi so sánh với Naomi. Tanizaki cũng quan tâm tới sự vui vẻ của các đồng nghiệp trong công ty.
Anh là người có thân hình cao mảnh khảnh, quanh eo buộc một chiếc áo đỏ cùng mái tóc màu cam nổi bật thường được kẹp bằng kẹp tóc màu xám.
Năng lực của Tanizaki có thể tạo ra ảo ảnh trong một khoảng không gian nhất định xung quanh và bao trùm nơi bị ảnh hưởng ấy với tuyết. Năng lực này rất hợp trong cả việc phòng thủ lẫn tấn công, nhất là ám sát.

### Miyazawa Kenji
(宮沢 賢治, Miyazawa Kenji, Cung Trạch Hiền Trị)
Sinh ngày: 28/7
Cung hoàng đạo: Sư tử | Leo
Tuổi: 14tuổi
Cân nặng: 53 kg
Chiều cao: 158 cm
Lồng tiếng: Hiroyuki Kagura
Năng lực: Vô Úy Cụ Vũ / 雨ニモマケズ, Ame ni mo Makezu
Đến từ một ngôi làng nhỏ ở vùng nông thôn, Kenji là một cậu bé 14 tuổi giản dị, vô tư, không bao giờ quên chào đón người khác với một nụ cười. Chính vì tính cách dễ mến này mà cậu trở nên vô cùng nổi tiếng với các cư dân trong thành phố. Kenji có một cái nhìn cực kỳ lạc quan và luôn luôn tin tưởng vào lòng chân thành của người khác, bất chấp họ nói gì, làm gì hay trông ra sao. Việc Kenji không nhận thức được các mối nguy hiểm có thể là do cách dạy dỗ mộc mạc từ nhỏ của cậu, nhưng cũng chính nó cũng đã giúp Kenji trong một số cuộc điều tra và mang lại cho cậu thành tích cao trong việc giải quyết các vụ án khó.
Kenji có vẻ ngoài khá bé nhỏ và ngây thơ trong trang phục và chiếc mũ giống người nông dân ở trang trại.
Năng lực của Kenji giúp cậu có một sức mạnh siêu phàm. Nó cho phép cậu làm những điều mà bình thường cậu không thể, như dễ dàng nâng một chiếc ô tô lên bằng tay không hay lôi biển báo trên đường ra khỏi lớp xi măng... Nó cũng cho Kenji một sức bền bỉ vượt trội, khiến cậu chịu được mọi đòn tấn công vật lý (như bị cả đội Thằn Lằn Đen của Mafia Cảng xả súng vào người mà không chịu bất kì tổn thương nào). Tuy nhiên, tất cả những điều ấy chỉ thực hiện được khi cậu đang đói.Và khi no, cậu ấy ngủ.

### Nakajima Atsushi
(中島 敦, Nakajima Atsushi)
Lồng tiếng: Yūto Uemura, Lynn (hồi trẻ)
Năng lực: Nguyệt Hạ Thú/ 月下獣, Gekkajū
Atsushi là nhân vật chính của bộ truyện. Cậu rất nhiệt tình và sôi nổi, luôn quan tâm sâu sắc tới các đồng nghiệp trong công ty thám tử và sự hạnh phúc của người dân trong những tình huống xấu. Quá khứ đau thương khi còn là trẻ mồ côi của Atsushi ảnh hưởng đến phần lớn cuộc sống hàng ngày của cậu. Cậu thường xuyên bị dằn vặt bởi những cơn ác mộng, những hồi tưởng và lời nói độc địa của tên hiệu trưởng, người đã đối xử một cách bất công, man rợ với cậu khi còn ở cô nhi viện. Atsushi có lòng tự trọng thấp, vả lại còn khá ngây thơ khiến cậu ban đầu luôn cảm thấy bất lực khi phải đối mặt với những tình huống nguy hiểm. Khi bị tê liệt trong cảm giác tội lỗi hoặc sợ hãi, cậu thường gặp khó khăn trong việc phản ứng hay biết phải làm gì. Atsushi có một ý thức mạnh mẽ về đạo đức, bắt nguồn trực tiếp từ cách cậu được giáo dục khi còn nhỏ. Cậu tin rằng giá trị của bản thân trong cuộc sống đều phụ thuộc vào khả năng bảo vệ người khác của mình, và luôn có ác cảm với việc lạm dụng quyền lực của ai đó cũng như những cái chết không thể ngăn chặn được. Cậu cũng vô cùng coi trọng cuộc sống và còn cố gắng giúp đỡ cả chính kẻ thù của mình. Mặc dù vẫn phải vật lộn với những lời nói của tên hiệu trưởng quá cố, thậm chí là với lòng tự trọng của bản thân, Atsushi đã và đang dần cải thiện được sự tự tin và ý thức về bản thân sau khi gia nhập Cơ quan Thám tử Vũ trang. Cậu tiếp tục được củng cố bản thân và trưởng thành hơn qua một số nhiệm vụ, như với Mafia Cảng, Hiệp hội, Lũ chuột trong Căn nhà Chết, Đội Chó săn. Atsushi càng lúc càng trở nên kiên định, đáng tin cậy và chu đáo hơn.
Atsushi có mái tóc màu xám nhạt, nước da trắng và chiều cao trung bình với dáng người gầy gò. Cậu mắc chứng dị sắc tố từng đoạn, bao gồm màu tím ở nửa trên của mống mắt và màu vàng dọc theo đường cong dưới cùng của đồng tử. Tóc của cậu ngắn và vuốt về phía trước theo kiểu xõa với một lọn tóc bên trái dài ngắn hơn bên phải của khuôn mặt. Cậu thường mặc sơ mi, yếm đen với cà vạt, thêm vào đó là một chiếc thắt lưng màu đen nhìn giống đuôi ở đằng sau và đôi găng tay hở ngón.
Năng lực của Atsushi biến cậu trở thành một con hổ. Ban đầu, cậu có vẻ không kiểm soát được năng lực của mình vì không hề biết về nó trong quá khứ. Sau khi trở thành thành viên chính thức của Cơ quan Thám tử Vũ trang và chịu ảnh hưởng từ "Chúng sinh bình đẳng", Atsushi bắt đầu kiểm soát được năng lực của mình. Vì sở hữu năng lực hổ, cậu có thể hồi phục vết thương và các bộ phận trên cơ thể một cách nhanh chóng (kể cả đã mất một bộ phận như chân). "Nguyệt Hạ Thú" cho phép cậu biến các bộ phận như chân tay thành chân tay hổ hoặc hoàn toàn cả người thành hổ. Trạng thái mạnh nhất của cậu đó là nửa người nửa thú, khi mà trên mặt cậu xuất hiện các hoa văn hổ. Năng lực này rất thích hợp trong việc chiến đấu nên cậu thường được giao nhiệm vụ về đánh nhau, đôi khi còn là hợp tác với kẻ thù của mình, Akutagawa bên Mafia Cảng.
Phương châm: "Không có gì tốt hơn được sống".

### Izumi Kyōka
(泉 鏡花, Izumi Kyōka)
Lồng tiếng: Sumire Morohoshi
Năng lực: Dạ Xoa Bạch Tuyết / 夜叉白雪, Yasha Shirayuki
Kyōka, 14 tuổi, là thành viên mới nhất của Cơ quan Thám tử Vũ trang sau khi đã rời khỏi Mafia Cảng. Khi còn ở tổ chức, tính cách của cô giống như một con búp bê bị Akutagawa lợi dụng nhằm thực hiện việc giết người hay thậm chí là cài bom lên chính cơ thể mình. Cô vô cảm và thường rất nhẫn tâm khi được lệnh thực hiện nhiệm vụ, trở thành sát nhân hàng loạt sau khi giết chết 35 mạng người. Nhờ tiếp xúc với Nakajima Atsushi và được mở mang về thế giới bên ngoài, Kyōka dần quay trở lại là một cô bé thiếu niên bình thường. Cô dễ bị thu hút bởi những thứ nhỏ xinh và có nhu cầu được ngắm nhìn mọi thứ. Giống Atsushi, cô cũng có lòng tự trọng thấp và tin rằng mình đáng phải chết vì những tội ác trong quá khứ. Dẫu vậy, cô lại khác với Atsushi ở điểm, một khi đã gia nhập công ty thám tử, cô không còn day dứt với lỗi lầm của bản thân nữa. Kyōka khá thờ ơ nhưng có ý chí mạnh mẽ, cô luôn muốn chứng minh cho Akutagawa thấy bản thân có ích chứ không đơn thuần chỉ là một kẻ giết người. Bố mẹ cô đã bị giết bởi chính "Bạch Tuyết Dạ Xoa". Năng lực của cô là do mẹ truyền lại.
Kyōka là một cô gái thấp bé với mái tóc màu tím đậm được buộc thấp hai bên bằng những chiếc thun trắng cài hoa. Cô có đôi mắt xanh, trong đó có một đặc điểm đáng chú ý (giống hầu hết mọi thành viên của Mafia Cảng) là trước đây, mắt cô đã từng rất mờ. Nhưng kể từ lúc gặp gỡ Atsushi và chuyển đến công ty, mắt Kyōka đã trở nên rõ ràng hơn.
Kyōka bận một bộ kimono màu đỏ cùng họa tiết trông giống như những mầm cây, cuốn xung quanh một chiếc datejime màu vàng được buộc gọn gàng. Cô sử dụng tất dài màu trắng, dưới chân đi loại guốc gỗ truyền thống của Nhật, hai cánh tay đeo miếng đệm cổ tay màu vàng và đỏ. Kyōka luôn đeo ở cổ chiếc điện thoại di động với dây móc hình thỏ bông, kỉ vật do chính mẹ cô tặng.
Năng lực của Kyōka cho phép cô triệu hồi linh hồn một người phụ nữ cầm kiếm tên "Bạch Tuyết Dạ Xoa", chỉ nghe theo mệnh lệnh truyền từ người ở đầu bên kia điện thoại và thường không tuân lệnh của Kyōka. Sau khi gia nhập công ty thám tử, vấn đề này đã được giải quyết bởi Fukuzawa, ông đã giúp cô có thể kiểm soát được năng lực của mình. "Bạch Tuyết Dạ Xoa" sở hữu năng lực giết chóc vô cùng đáng sợ, rất phù hợp cho việc ám sát. Nhưng thỉnh thoảng nó cũng biết phục vụ chủ nhân của mình. Ngoài ra, Kyōka còn có kỹ năng sử dụng dao điêu luyện để chiến đấu.

### Haruno Haruno
(春野 綺羅子, Haruno Kirako)
Lồng tiếng: Mina
Cô là một nhân viên trực thuộc Cơ quan Thám tử Vũ trang, là thư ký làm việc cho Fukuzawa, thường xuất hiện với mái tóc nâu và xoăn nhẹ ở gần đuôi, dài đến vai. Mắt của Haruno có màu xanh ô liu cùng cặp kính lớn viền đỏ.
Tuy không sở hữu siêu năng lực, Haruno vẫn là một người chuyên nghiệp, thân thiện, tốt bụng và đáng tin cậy trong công việc. Cô cũng nuôi một chú mèo tên Mii và gần như ám ảnh với nó nói riêng cũng như loài mèo nói chung.

### Tanizaki Naomi
(谷崎 ナオミ, Tanizaki Naomi)
Lồng tiếng: Chiaki Omigawa
Naomi là nhân viên bán thời gian tại Cơ quan Thám tử Vũ trang bên cạnh anh trai Tanizaki Junichirō của mình. Cô bận đồ học sinh với mái tóc đen dài ngang hông được cắt kiểu hime và đôi mắt màu xanh xám, dưới đuôi mắt trái còn có một nốt ruồi lệ.
Với cá tính táo bạo và ý chí mạnh mẽ, Naomi không bao giờ trốn tránh những việc liên quan đến bản thân trong các vụ án, nhất là những vụ liên quan đến hạnh phúc của Tanizaki. Không có Dị năng lực, cô vẫn thường bị lôi kéo vào những cuộc xung đột của tổ trinh thám, nhưng không bao giờ rời đi ngay cả khi bị yêu cầu. Một trong những đặc điểm nổi bật nhất của Naomi là tình yêu sâu đậm của cô dành cho anh trai, người cô luôn sẵn sàng ở bên dù có chuyện gì xảy ra.

## Mafia Cảng
Là một tổ chức tội phạm ngầm được điều hành bởi Mori Ōgai, đặt trụ sở tại Yokohama, Nhật Bản và thường hoạt động ở khu chợ đen. Nhờ Mori, tổ chức có được giấy phép kinh doanh siêu năng lực, cho phép họ hoạt động một cách hợp pháp. Nếu Cơ quan Thảm tử Vũ trang chịu tiếp quản thành phố vào lúc chiều muộn, Mafia Cảng lại được biết đến là "những người cai quản bóng đêm". Mafia Cảng có lực lượng đông đảo cùng kho vũ khí tối ưu bậc nhất. Những kẻ chống lại Mafia Cảng sẽ nhận kết cục vô cùng thảm hại khi tổ chức này luôn có riêng cho mình những phương pháp theo dõi và trả thù độc nhất (rất nhiều trong số đó do Dazai sáng tạo nên). Đơn cử như phương pháp trả thù vô cùng tàn nhẫn, đặt nạn nhân cắm răng vào đất rồi đạp nát xương hàm của họ, sau cùng kết liễu bằng ba phát súng. Tuy vậy, Mafia Cảng vẫn có chung một điểm với công ty thám tử, đó là tất cả đều rất yêu thành phố Yokohama và nguyện ý bảo vệ nó đến cùng.

### Ōgai Mori
(森 鴎外, Mori Ōgai)
Lồng tiếng: Mitsuru Miyamoto
Năng lực: Tình dục muôn năm / ヰタ・セクスアリス, Wita Sekusuarisu
Để lên nắm quyền điều hành Mafia Cảng như hiện tại, Mori đã thủ tiêu vị thủ lĩnh cũ trước sự chứng kiến của Dazai. Tuy mang danh phận của một ông trùm mafia, ông vẫn thể hiện mình là một người đàn ông trung niên bình thường và luôn cư xử như một quý ông, lịch sự với đồng minh và cả kẻ thù. Càng về sau tính cách thực sự của Mori dần được hé lộ. Là một cựu bác sĩ, Mori luôn cân nhắc những lợi ích và tổn thất trong các quyết định của mình và chọn ra giải pháp tối ưu nhất cho toàn bộ tổ chức. Đó có thể là những quyết định khiến nhiều người phải đổ máu hoặc làm tổn thương vô số người khác, ngay cả chính thành viên thuộc tổ chức. Ông có khả năng sử dụng ngôn từ một cách khéo léo, tạo lợi thế cho bản thân và là điển hình của một mafia lạnh lùng, dày dặn kinh nghiệm. Sát khí tỏa ra từ Mori lớn đến mức có thể khiến đối phương sợ hãi tới tê liệt. Tuy nhiên, đối với bản thể năng lực của mình (Elise), ông lại thể hiện một mặt khác tính cách, trẻ con và không giống người đàn ông trưởng thành khi sẵn sàng làm mọi thứ cho cô. Mori thường giết người bằng dao mổ.
Mori có thân hình cao ráo cùng mái tóc dài đến gần vai màu đen. Ông thường khoác bên ngoài chiếc áo choàng bác sĩ, bên trong là sơ mi thắt cà vạt. Thỉnh thoảng Mori cũng rất ra dáng một trùm mafia thực thụ khi khoác trên mình chiếc áo choàng đen cùng đôi găng tay.
Năng lực của ông, "Tình dục muôn năm", cho phép ông triệu hồi, điều khiển hành động và tâm trạng của Elise, giúp cô có thể thực hiện mọi hành động như bay lên, đánh lạc hướng, bảo vệ hay tấn công kẻ thù của mình bằng một loạt các dụng cụ y tế cỡ đại. Mori cũng có những mối tương quan nhất định đến một số thành viên trong Cơ quan Thám tử Vũ trang. Như việc ông từng là đồng minh cũ của Fukuzawa hay chuyện lợi dụng năng lực của Yosano khi cô mới lên 11 vào thời Đại chiến.

### Kōyō Ozaki
(尾崎 紅葉, Ozaki Kōyō)
Lồng tiếng: Ami Koshimizu
Năng lực: Kim sắc dạ xoa / 金色夜叉, Konjakiyasha
Kōyō Ozaki là một trong năm lãnh đạo cấp cao của Mafia Cảng. Kōyō luôn xuất hiện với sự duyên dáng và đầy kiêu hãnh nhưng cũng không ngại che giấu bản chất đen tối của mình. Do từng thất bại trong việc trốn thoát khỏi Mafia Cảng, Kōyō luôn hoài nghi và chống lại những thứ như hy vọng hay tình yêu. Cô từng ghê tởm Mafia Cảng cho đến khi Mori lên làm thủ lĩnh. Cô không tin vào mặt tốt của thứ gọi là "ánh sáng" và tuyên bố rằng những người sinh ra trong "bóng tối" đều đã được định sẵn là không bao giờ tìm thấy ánh sáng. Xung quanh các đồng nghiệp, cô luôn tỏ ra điềm tĩnh và thoải mái hơn như tận hưởng thời gian nghỉ ngơi cùng mọi người, với ông trùm của mafia và các lãnh đạo cấp cao khác.
Kōyō mang dáng vẻ của một phụ nữ Nhật Bản truyền thống, đôi mắt màu đỏ anh đào và mái tóc màu đỏ cam. Hơn nửa phần tóc mái của Kōyō che mất phần mắt trái, đằng sau dùng trâm gài thành búi cùng một chiếc kẹp bông khác ở bên phải đầu. Cô thường mặc một bộ kimono hồng đen lẫn lộn với họa tiết bỉ ngạn ở gần đuôi, eo thắt loại nơ to bản màu mận viền trắng, ngoài khoác áo choàng hồng pha trắng điểm chút hoa. Cô cũng sử dụng kỹ thuật đánh mắt của một geisha và son bóng khi trang điểm.
Giống với Kyōka, "Kim sắc dạ xoa" cho phép cô triệu hồi linh hồn một người phụ nữ cầm kiếm. Chỉ khác ở chỗ cô có thể điều khiển nó theo ý muốn. Kōyō còn luôn mang theo một chiếc ô để che giấu thanh kiếm của mình.

### Chūya Nakahara
(中原 中也, Nakahara Chūya)
Lồng tiếng: Kishō Taniyama
Năng lực: Nỗi sầu hoen ố / 汚れっちまった悲しみに, Yogorecchimatta Kanashimi ni
Chūya từng cầm đầu nhóm băng đảng vị thành niên có tên Cừu. Ban đầu khi quyết định hợp tác với Mafia Cảng, Chūya chỉ muốn khám phá sự thật về nguồn gốc của bản thân hay đơn giản là tìm câu trả lời cho cái gọi là bản chất của một người lãnh đạo. Nhưng đến cuối cùng, sự phản bội của Cừu cùng những lời nói của Mori đã bất ngờ dẫn đến sự trung thành của Chūya đối với tổ chức. Sau này, khi chính thức gia nhập Mafia Cảng, anh được Mori tặng cho một chiếc mũ, vốn là của Arthur Rimbaud, người có ảnh hướng lớn tới việc coi trọng cuộc sống của anh. Nhờ sự kết hợp cực ăn ý trong lúc thực hiện nhiệm vụ, anh và Dazai từng một thời được gọi với cái tên "Song Hắc" (双黒, Soukoku). Hiện tại Chūya là lãnh đạo cấp cao của Mafia Cảng. Bề ngoài, anh là một người nóng nảy, thẳng thừng và khá kiêu ngạo. Chūya còn là một người thiện chiến, luôn hào hứng thể hiện các kĩ năng chiến đấu của mình và rất tự hào về danh tiếng võ sư mạnh nhất của Mafia Cảng. Dù khá nhẫn tâm, Chūya hiếm khi coi thường mạng sống của người khác và luôn hiểu rõ tầm quan trọng của việc thỏa hiệp hay tính hợp lý của một sự việc. Anh ý thức được điểm dừng cũng như hạn chế tối đa các phương pháp tàn bạo không cần thiết.
Chūya sở hữu chiều cao khá khiêm tốn, đôi mắt xanh như biển, mái tóc cam đỏ ôm sát khuôn mặt với một phần dài hơn xõa ngang vai trái. Trang phục của anh bao gồm một chiếc sơ mi trắng cài cúc dưới áo vest, một chiếc vòng cổ màu đen cùng cà vạt bolo da được buộc cùng cái khóa nhỏ bằng bạc. Chūya thường sử dụng loại áo khoác đen tay lỡ với tay áo được xắn lên đến khuỷu và hầu như luôn đeo găng tay trong mọi trường hợp, bên ngoài choàng một chiếc áo màu đen dáng dài.
"Lệ sầu hoen ố" giúp anh điều khiển được trọng lực của bất kì thứ gì mà anh chạm vào. Ngoài ra, năng lực của Chūya còn có một trạng thái mạnh hơn được gọi là "Ô uế". Đây là hình dạng thật của năng lực này. Nó giúp Chūya có thể kiểm soát toàn bộ trọng lực xung quanh, tạo ra những hố đen quét sạch mọi thứ trên đường đi của nó nhưng đồng thời cũng biến anh thành nô lệ của trọng lực. Trạng thái này một khi đã được kích hoạt thì sẽ không thể dừng lại, trừ khi anh chết hoặc được Dazai hoá giải. (Năng lực này thực chất đến từ một vị thần hủy diệt tên Arahabaki và Chuuya là con người nhân bản được tạo ra làm vật chứa cho nó. Đọc light novel Stormbringer để biết thêm chi tiết)

### Ryūnosuke Akutagawa
(芥川 龍之介, Akutagawa Ryūnosuke)
Lồng tiếng: Kenshō Ono
Năng lực: La Sinh Môn / 羅生門, Rashōmon
Tự xưng là "con chó" của Mafia Cảng, Akutagawa luôn sẵn sàng thực hiện tội ác không chỉ để tiến xa hơn với mục tiêu của mafia mà còn vì mục đích của chính bản thân. Nhẫn tâm và thẳng thừng, anh không phân biệt đối xử và cũng không ngần ngại giết bất cứ ai, từ thường dân vô tội, trẻ em cho đến người già. Với quan điểm kẻ yếu thì nên chết để nhường chỗ cho kẻ mạnh hơn, trước những người yếu thế, Akutagawa luôn tỏ thái độ thù địch, không thích tra tấn vô nghĩa và thích giết người nhanh chóng mỗi khi có thể. Akutagawa không hề sợ đau đớn hay thất bại, nếu chỉ để được nghe lời khen từ một "người nào đó". Bản chất tàn độc biến anh trở thành một trong những thành viên nguy hiểm nhất của Mafia Cảng, khiến cả đồng minh lẫn kẻ thù đều phải rùng mình khiếp sợ.
Năng lực của Akutagawa, "Rashomon" giúp biến chiếc áo khoác của anh ta thành một con quái vật bóng tối có khả năng cắt xuyên bất cứ thứ gì, thậm chí cả không gian. Anh cũng có thể sử dụng năng lực của mình với các loại quần áo khác.